# Hystricia nigroscutata
Hystricia nigroscutata là một loài ruồi trong họ Tachinidae.